# 2011年凡城地震
2011年凡城地震，震央位于土耳其东部凡城省境内，靠近与伊朗边境地区，地震规模为里氏7.2，震源深度距离地表7.2公里，发生于当地时间2011年10月23日13点41分21秒（UTC时间10时41分21秒）。该次地震造成至少573人死亡、2608多人受伤，2262棟房屋倒塌。

## 地質
這起里氏規模7.2（Mw）的主震是發生於2011年10月23日當地時間13:41（10:41 UTC），震源大約在凡城北北東方16公里處，深度20公里。
由於地震強度大且震源較淺，該地震於大範圍地區造成強烈地動，凡城測得的地震列度屬麥加利地震烈度9度(MM IX)；於震央附近相當大範圍地區則屬6至8度(MM VI–VIII)，而這些地區人口較少；測得為3至5度(MM III-V)的地區更廣，已延伸至亞美尼亞、亞塞拜然、喬治亞、伊朗、伊拉克、以色列及敘利亞境內。

## 災情
凡城地震的主震及餘震影響土耳其東部地區，造成數百棟房屋倒塌，有多人被廢墟掩埋，凡城北部的埃爾吉斯為受災最嚴重的地區之一，僅於該城就至少造成55棟房屋倒塌、45人死亡及156受傷。大部分倒塌的房屋鄰近主要道路且多有人居住，造成傷亡相對嚴重，於震央附近村莊的磚造房屋也近乎全部倒塌。
於凡城省首府凡城，至少造成100人死亡及970棟房屋。監獄的圍牆因地震倒塌後，約有200名囚犯趁亂逃走，隨後有50多人返回監獄。有媒體報導凡城機場因地震受損而停止運作，不過也有消息指出該機場仍正常運作。

## 國際反應
歐盟與北約（NATO）表示了慰問，北約將會提供幫助，土耳其族塞浦路斯社區也表示了慰問。亞美尼亞總統薩爾基相對土耳其總統居爾表示了慰問，並願意提供即時的幫助。美國總統奧巴馬在一份聲明中說：“我們會並肩與土耳其的盟友渡過這個困難的時刻，並準備協助土耳其當局”。
亞美尼亞、阿塞拜疆、保加利亞、中國、丹麥、格魯吉亞、德國、希臘、匈牙利、伊朗、愛爾蘭、以色列、日本、科索沃、新西蘭、巴基斯坦、波蘭、韓國、瑞典、瑞士、台灣、烏克蘭、英國和美國也向土耳其提供了援助。截至10月23日，土耳其拒絕了由以色列的援助，而且沒有回應大多數願意提供援助的國家，除了鄰國阿塞拜疆。

## 11月9日地震
規模5.7的地震發生於土耳其當地時間11月9日21時23分（UTC:19:23），造成7人死亡，震央位於凡城南方16公里。該地震尚未確定是否為10月23日地震的餘震。而坎迪利地震中心認為該地震與10月23日的地震並無關連。
此次地震造成25棟房屋倒塌，由於多數房屋的居民已先撤離，地震當時僅有三棟房屋有人居住，否則傷亡將更加慘重。